# 바리아과
바리아과(Serraninae)는 농어목 바리과에 속하는 물고기 분류군이다. 근연 관계에 있는 참바리아과 물고기와 마찬가지로 열대 해안과 아열대 해안에서 서식한다. 별각시돔(Chelidoperca pleurospila)과 각시돔(Chelidoperca hirundinacea)을 포함하여 12개 속에 100여 종으로 이루어져 있다.

## 하위 속
| - Acanthistius - 메로 (A. Brasilianus) 포함 - Bullisichthys - Centropristis - 각시돔속 (Chelidoperca) - Cratinus - Diplectrum | - Hypoplectrus - Paralabrax - Parasphyraenops - Schultzea - Serraniculus - Serranus |